# Mapa morska

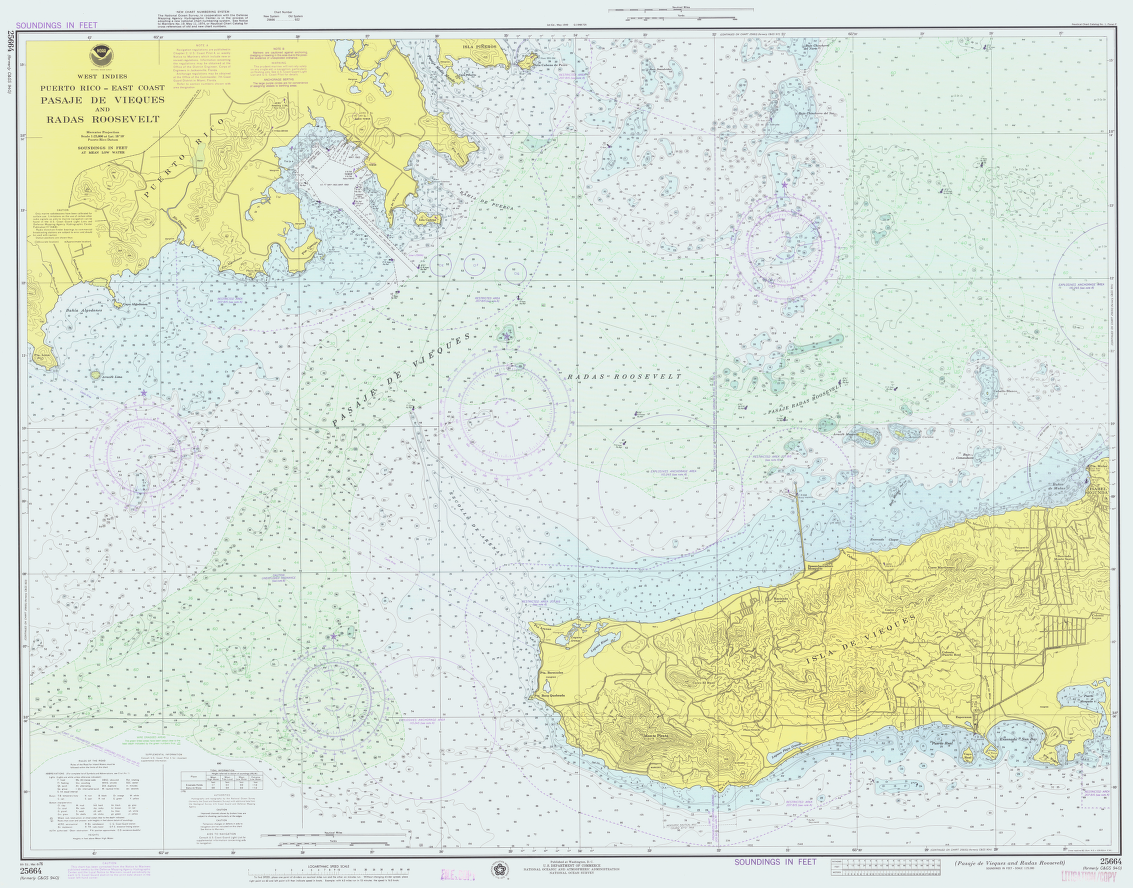
Przykładowa amerykańska mapa morska z 1976 wydana przez NOAA dla części obszaru wodnego Puerto Rico

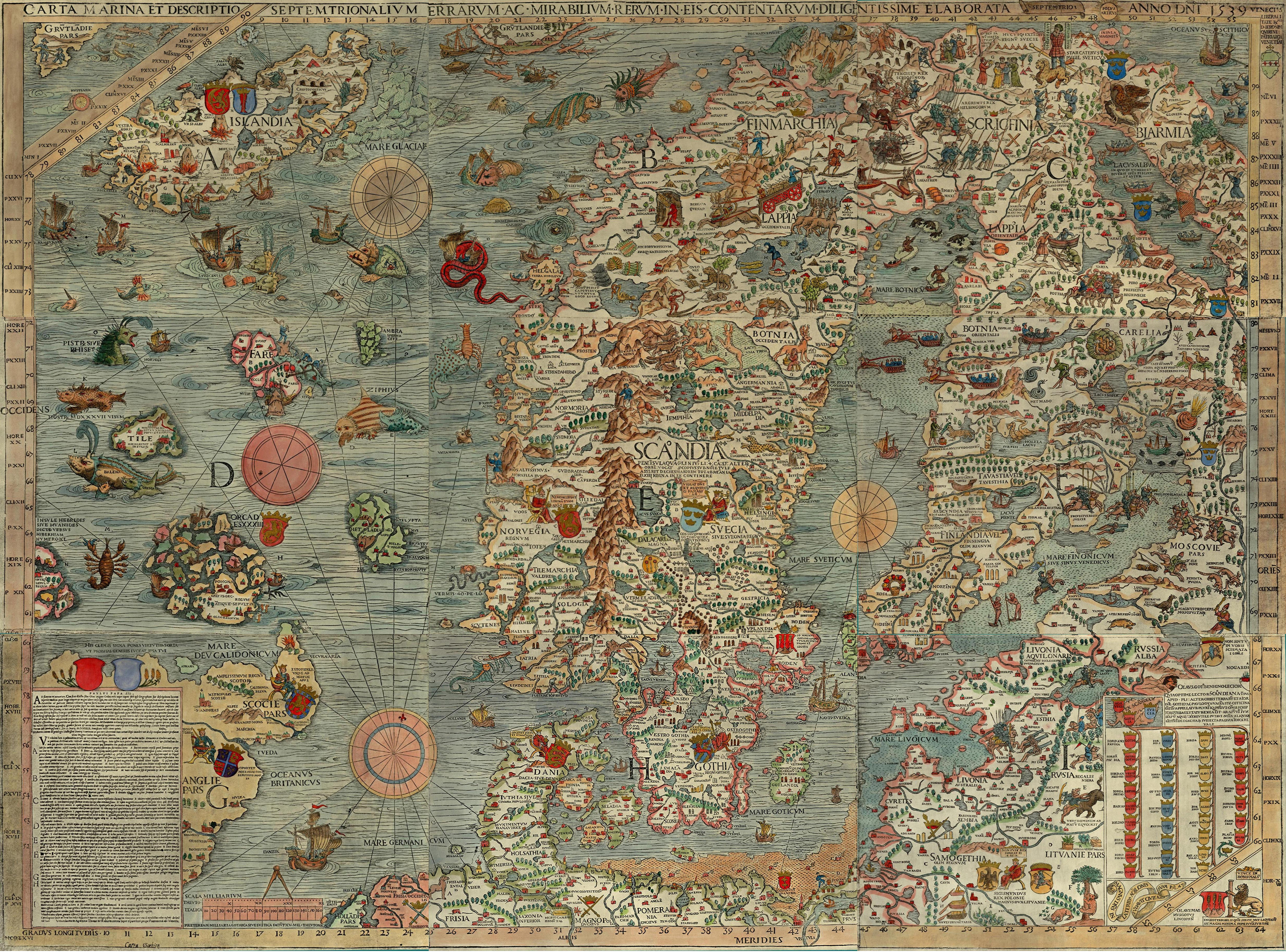
Carta Marina z 1539, autorstwa Olausa Magnusa obrazująca po raz pierwszy prawidłowy kształt Półwyspu Skandynawskiego

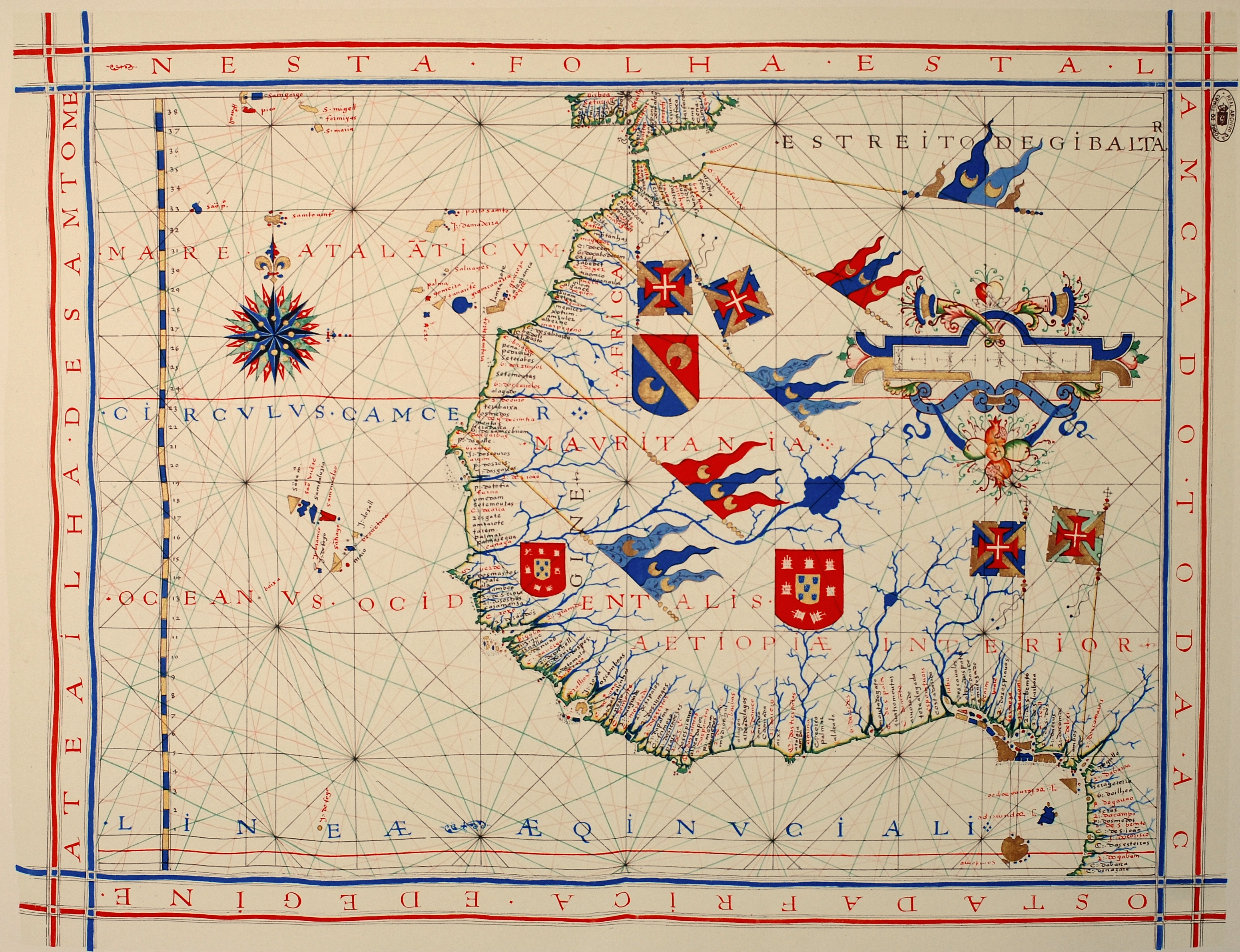
Historyczna mapa morska z 1571, autorstwa portugalskiego kartografa Fernão Vaz Dourado

Mapa morska – rodzaj mapy będącej graficznym przedstawieniem obszarów morskich i przyległych do nich terenów przybrzeżnych.
Mapa tego typu zawiera informacje o głębokości wody, ukształtowaniu dna, przebiegu linii brzegowej, pływach, prądach, zagrożeniach nawigacyjnych, portach, mostach i wiele innych danych potrzebnych do bezpiecznej nawigacji.
Umiejętność posługiwania się mapą jest niezbędna dla nawigatora.

## Odwzorowanie
Używanie globusa ze zrozumiałych względów nie nadaje się do prowadzenia nawigacji. Z tego powodu:
- mapy morskie wykonuje się w większości przypadków w rzucie Merkatora. Rzut ten spełnia podstawowe warunki dla mapy morskiej, tj. zachowana jest wierność kątów (możliwe wykreślanie kursów); zachowana jest wierność odległości (zobacz mila morska) oraz umożliwia żeglugę po loksodromie,
- czasami mapy morskie wykonuje się też w rzucie gnonomicznym dla pokazania obszarów podbiegunowych oraz dla żeglugi po ortodromie.

## Budowa mapy morskiej
Każda mapa morska składa się z kilku ważnych informacji:
- Tytuł mapy - umieszczony w widocznym miejscu, zawiera elementy:
  - znak wydawcy mapy
  - opis obszaru objętego mapą
  - skala podana dla głównego równoleżnika (rzut Merkatora nie zachowuje skali na całej powierzchni)
  - jednostki użyte do określenia głębokości
  - numer katalogowy mapy (umieszczony również na brzegu, tak aby był dostępny po zwinięciu lub złożeniu)
- Ramka z opisem zawierającym:
  - data wydania (na dolnym marginesie)
  - spis poprawek
  - wymiary mapy w milimetrach (dla porównania skali, gdyż mapy pod wpływem wilgoci mogą zmienić swoje rozmiary)
  - w lewym dolnym rogu miejsce na małe poprawki nanoszone przez użytkownika z Wiadomości Żeglarskich (patrz locja).

## Podział map morskich
Mapy morskie można podzielić w oparciu o skalę i treść jaką przedstawiają. Wyróżniamy głównie:
- Morskie mapy nawigacyjne
  - mapy generalne - wykonane przeważnie w małej skali:
    - planowanie tras żeglugowych 1:10 000 000
    - trasy oceaniczne 1:3 500 000

  - mapy brzegowe - mapy o średniej skali:
    - przybrzeżne obszary ograniczone 1:300 000 - 1:200 000
    - podejścia do portów 1:100 000 i więcej

  - plany - mapy o dużej skali:
    - obszary kotwicowisk i portów 1:50 000 i więcej
    - obszary terminali 1:12 500 i więcej
- Morskie mapy pomocnicze wykonane w rzucie gnomonicznym przeważnie w małej skali. Możemy do nich zaliczyć:
  - arkusze zliczeniowe (wykorzystywane przeważnie w żegludze oceanicznej)
  - nakresy radarowe
  - diagramy
- Morskie mapy informacyjne sporządzone w małej skali, które nie nadają się do prowadzenia nawigacji i zawierają informacje:
  - meteorologiczne
  - hydrograficzne
  - ogólnonawigacyjne

## Oznaczenia na mapach morskich
Ze względu na konieczność zaznaczania na mapach nawigacyjnych wielu istotnych dla żeglugi szczegółów, z jednoczesnym zachowaniem przejrzystości każdej z map, wprowadzono zestaw znaków i skrótów (ang. symbols and abbreviations), publikowany w broszurze Admiralicji brytyjskiej nr 5011. Znajomość znaków i skrótów jest niezbędna do prowadzenia żeglugi, gdyż duża ich część symbolizuje niebezpieczeństwa nawigacyjne niewidoczne gołym okiem lub inne ważne z punktu widzenia prowadzenia statku miejsca (np. latarnie morskie).